# Luigi Valentino Brugnatelli
Luigi Valentino Brugnatelli bio je talijanski kemičar (1761 - 1818.). 

## Životopis
Brugnatelli je studirao kemiju i medicinu na sveučulištu u Paviji. Diplomirao je 1784. s tezom posvećenom analizi želučanih sokova. Između ostalih profesori su mu bili i Giovanni Antonio Scopoli i Lazzaro Spallanzani. Potom je radio kao liječnik ali se i dalje bavio kemijom te je 1796. postao profesor kemije na sveučilištu u Paviji.
Bio je prijatelj Alessandra Volte, poznatog po voltinom članku, odnosno bateriji. Brugnatelli je eksperimentirao s elektricitetom, te se smatra utemeljiteljem elektrokemije. Prvi je uspješno elektroplatirao zlatom 2 srebrne medalje 1803., a bavio se i galvanoplastikom.

## Izbor djela
- Elementi di chimica appoggiati alle più recenti scoperte chimiche e farmaceutiche, 3 toma, Pavija 1795. – 1798.
- Farmacopea ad uso degli speziali e medici moderni della Repubblica italiana, Pavija 1802.

- Farmacopea generale, 1814

## Vanjske poveznice
http://www.treccani.it/enciclopedia/luigi-valentino-brugnatelli_%28Dizionario-Biografico%29/